# 宮廷女官 若曦
『宮廷女官 若曦』（きゅうていにょかん じゃくぎ、原題：歩歩驚心）は、2011年の中国のテレビドラマ。

## 概要
原作は桐華（トン・ホァ）の小説『歩歩驚心』。現代女性の心だけが、18世紀初頭の清朝の後宮にタイムスリップして宮女に乗り移り、康煕帝の9人の皇子たちに出会って恋に落ちる姿を描いたラブロマンス。中国本国のみならず、日本を含むアジア各国で大ヒットした。
2014年には現代を舞台にした続編『続・宮廷女官 若曦 〜輪廻の恋』（原題：歩歩驚情）が製作された。
原作小説は韓国でも2016年に『麗〜花萌ゆる8人の皇子たち〜』としてドラマ化されている。

## 登場人物・出演者
- 馬爾泰 若曦／張暁：リウ・シーシー（劉詩詩）（二役）
- 第四皇子：愛新覚羅 胤禛：ニッキー・ウー（呉奇隆）
- 第八皇子：愛新覚羅 胤禩（中国語版）：ケビン・チェン（鄭嘉穎）
- 第十三皇子：愛新覚羅 胤祥：ユアン・ホン（袁弘）
- 第十四皇子：愛新覚羅 胤禵（中国語版）：ケニー・リン（林更新）
- 第九皇子：愛新覚羅 胤禟：ハン・ドン（韓棟）
- 第十皇子：愛新覚羅 胤䄉：イエ・ズーシン（葉祖新）
- 康熙帝：ダミアン・ラウ（劉松仁）
- 馬爾泰 若蘭：アニー・リウ（劉心悠）
- 郭絡羅 明慧（中国語版）：シー・シャオチュン（石小群）
- 郭絡羅 明玉：リウ・ユーシン（劉雨欣）
- 蘇完瓜爾佳 敏敏：グオ・シャオティン（郭暁婷）
- 玉檀：葉青
- 緑蕪：郭珍霓
- 巧慧：曹馨月

## スタッフ
- 監督：リー・クォックリー（李國立）
- 原作：トン・ホァ（桐華）
- 脚本：ワン・リージー（王莉芝）